# Brava gente di campagna
Brava gente di campagna (Good Country People) è un racconto breve della scrittrice statunitense Flannery O'Connor, pubblicato nel 1955 nella raccolta A Good Man Is Hard to Find. Venne scritto di getto in quattro giorni verso la fine del 1954.
In Italia è stato tradotto e pubblicato per la prima volta nel 1968 da Einaudi nella raccolta La vita che salvi può essere la tua.
È considerato uno degli esempi più noti della narrativa di O’Connor, caratterizzato dall’ambientazione nel Sud degli Stati Uniti, dalla riflessione sulla grazia e dalla rappresentazione ironica e grottesca di personaggi eccentrici.

## Trama
(Flannery O'Connors, Brava gente di campagna, 1955)
La storia è ambientata in una fattoria isolata della Georgia, dove la vedova Mrs. Hopewell vive con la figlia trentaduenne Joy, che ha cambiato il nome in Hulga. Laureata in filosofia e di idee nichiliste, Hulga ha perso una gamba in un incidente d'infanzia e porta una protesi; a causa di una malattia cardiaca è costretta a vivere nella fattoria, abbandonando il progetto di insegnare all’università.  
La routine quotidiana, condivisa con la domestica Mrs. Freeman e le sue due figlie, è interrotta dall’arrivo di Manley Pointer, giovane venditore ambulante di Bibbie, che conquista la fiducia della madre e attira l’interesse di Hulga. Convinta di poterlo manipolare e di dimostrare la sua superiorità, la donna accetta di incontrarlo in un fienile. Durante l’appuntamento, Manley la seduce e le chiede di mostrargli la gamba artificiale. Dopo esserne entrato in possesso, rivela di essere un truffatore, fuggendo con la protesi e gli occhiali di Hulga e lasciandola sola e indifesa. 

## Personaggi

### Hulga (Joy) Hopewell
Protagonista del racconto, ha cambiato legalmente il proprio nome da Joy (Gioia) a Hulga, scelto per il suo suono sgradevole e per fare un dispetto alla madre, che si rifiuta di usarlo ritenendolo «il nome più brutto di tutte le lingue». In contrapposizione alla visione semplice e ottimista della madre, Hulga è «estremamente colta» e animata da un «risentimento cronico», che la porta a sentirsi superiore alla gente del luogo e ad assumere modi scostanti e altezzosi. Il suo prendersi cura della protesi «quanto un pavone con la sua coda» illustra il legame tra identità fisica e interiore. 

### Manley Pointer

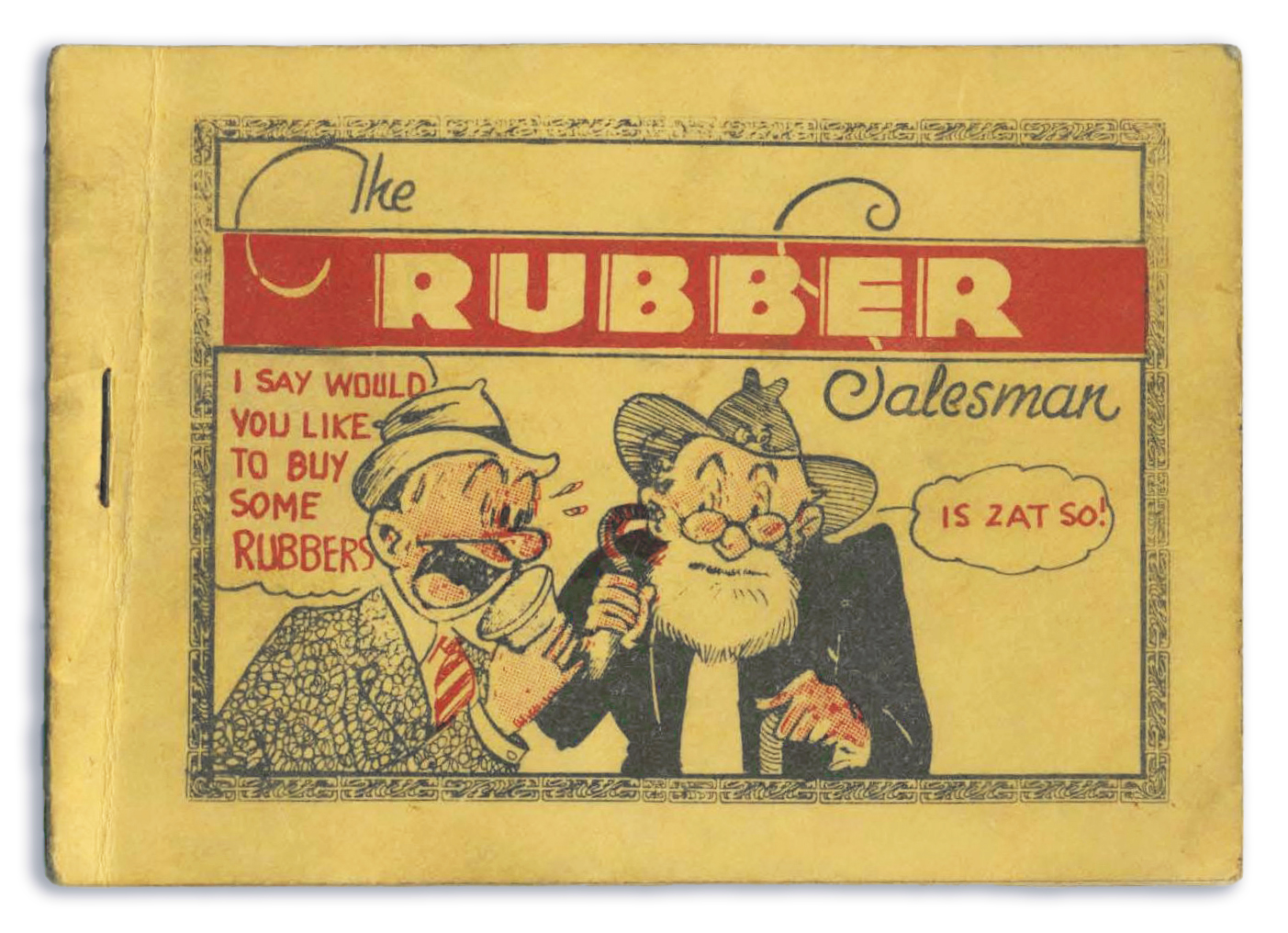
Copertina del fumetto Tijuana Bible diffuso in forma anonima e clandestina tra gli anni '20 e '60 negli Stati Uniti

Apparentemente venditore ambulante di Bibbie, è in realtà un truffatore. Alcuni studi hanno sottolineato la connotazione fallica del cognome "Pointer" e come, in chiave ironica, richiami la funzione di «indicare» le fragilità nascoste degli altri personaggi. È definito dalla madre di Hulga "un bravo ragazzo di campagna". Quando rivela a Hulga, in un incontro nel fienile, il vero contenuto della sua valigia - oggetti licenziosi e una fiaschetta di alcool - si mostra più cinico e nichilista di lei, mettendo in evidenza la fragilità spirituale del suo sterile intellettualismo.

### Mrs. Hopewell
Madre di Hulga e proprietaria della fattoria, è una donna accomodante, ottimista e ingenuamente conformista (in italiano il suo nome può essere tradotto in "signora Sperabene"). Convinta che esistano solo due categorie di persone - la "brava gente di campagna" e gli "inaffidabili", che chiama "trash", Mrs. Hopewell si esprime per cliché, riflesso di una visione moralistica e stereotipata della realtà.

### Mrs. Freeman
Collaboratrice domestica degli Hopewell, è descritta come una donna sempre su «tre marce»: avanti, fermo, indietro. La sua personalità curiosa e intrusiva la rende potenzialmente distruttiva quanto Manley: nota e indaga deformità e segreti, insinuandosi senza giudizio nelle vite altrui. I suoi occhi «a punta d’acciaio» richiamano quelli del truffatore, suggerendo un legame simbolico tra i due, similmente capaci di far breccia sull'orgoglio segreto degli altri.

### Glynese e Carramae Freeman
Figlie di Mrs. Freeman, incarnano archetipi tradizionali: la rossa Glynese, diciottenne, è circondata da ammiratori, mentre la bionda Carramae, quindicenne, è già sposata e incinta. La loro presenza sottolinea il distacco di Hulga dalla femminilità convenzionale del Sud e dal ruolo domestico tradizionalmente imposto alle donne.

## Riferimenti autobiografici
Alcune letture del racconto hanno colto dei parallelismi tra la storia di O'Connor e quella di Hulga: la presenza di una menomazione/malattia, il conseguente abbandono del mondo intellettuale e culturale della città (nel caso di O'Connor, New York) e il confinamento al Sud, nella fattoria materna.

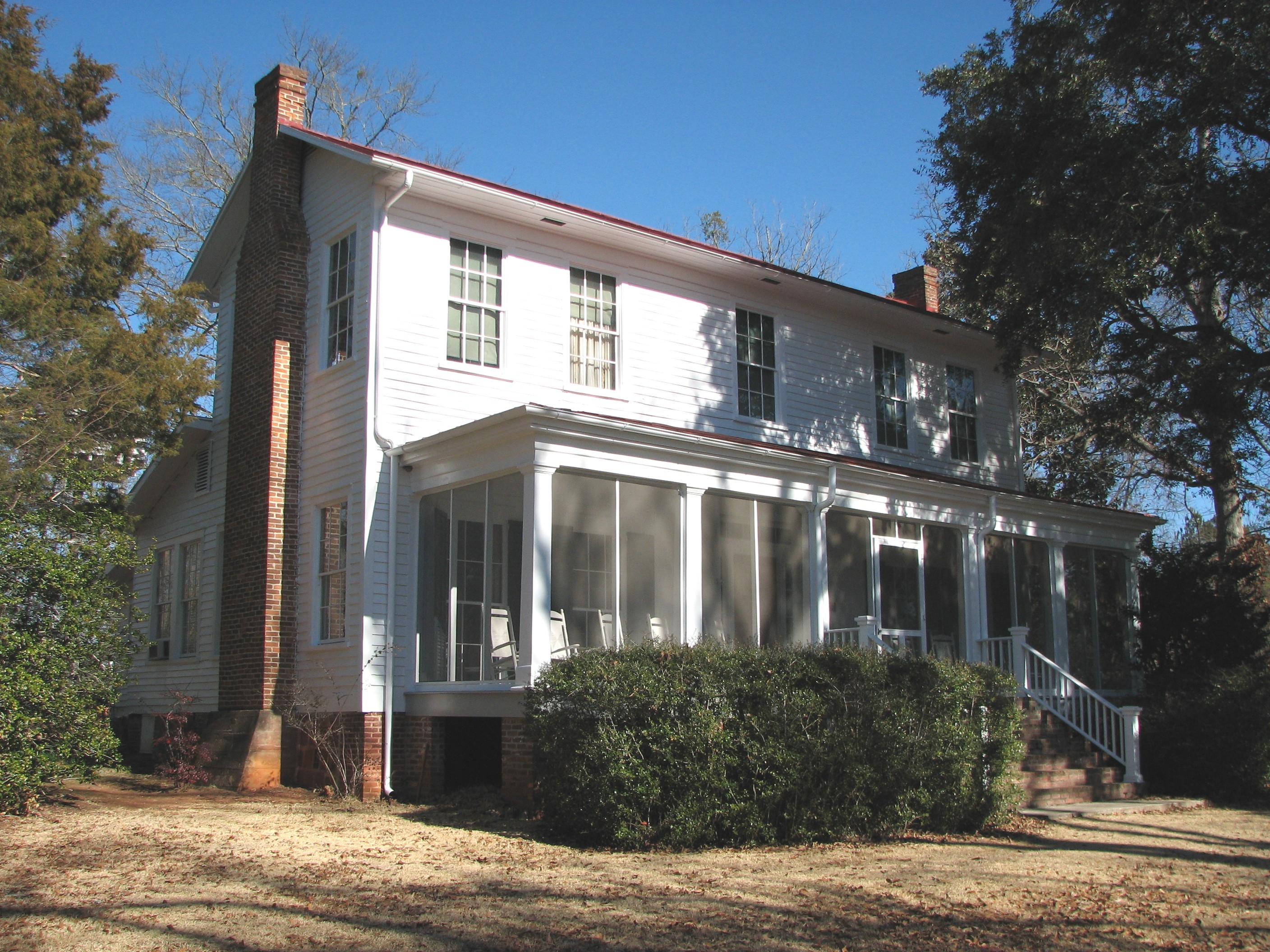
Andalusia, la fattoria di famiglia dove Flannery O'Connor fece ritorno nel 1952

Un altro possibile riferimento autobiografico nel racconto Brava gente di campagna è stato colto, da alcuni studi, in un episodio della vita sentimentale di O’Connor legato a Erik Langkjaer, giovane rappresentante dell’editore Harcourt che operava nel Sud degli Stati Uniti. O'Connor e Langkjaer si conobbero nell'aprile del 1953 e instaurarono un legame che, pur restando ambiguo nei confini tra amicizia e relazione sentimentale, ebbe un forte impatto sulla scrittrice.
Dopo un periodo di incontri e di corrispondenza, Langkjaer si trasferì in Danimarca. In seguito, nelle interviste concesse ad uno studioso, spiegò di essersi deliberatamente allontanato da O’Connor quando comprese la profondità e la serietà dei suoi sentimenti, affermando di sentirsi spaventato e non sentirsi abbastanza maturo per considerare l'idea di un matrimonio.
La loro corrispondenza si interruppe progressivamente e, nell'aprile 1956, circa un anno dopo la pubblicazione della raccolta A Good Man Is Hard to Find, Langkjaer notò somiglianze tra sé e il personaggio del venditore di Bibbie del racconto Brava gente di campagna. Scrisse immediatamente all'amica scrittrice, interrogandola su questo possibile collegamento e chiedendole se mai l'avesse fatta sentire come un trofeo, come Manley aveva fatto con Joy/Hulga. O’Connor respinse l’idea che si trattasse di un ritratto autobiografico, pur ammettendo di aver scritto la storia poco dopo la partenza di Langkjaer e di ispirarsi spesso, anche per episodi minori, a esperienze personali. Concluse la lettera di risposta a Langkjaer sostenendo di ritenere che quel racconto fosse "una storia meravigliosa".

## Temi
Il racconto affronta temi centrali nell’opera di O’Connor, come la tensione tra fede e scetticismo, l’ironia nei confronti dell’intellettualismo e il rovesciamento dei ruoli di potere. L’ambientazione rurale e i personaggi grotteschi rientrano nello stile del Southern Gothic.

## Critica
(Flannery O'Connor, Mystery and manners : occasional prose, New York, Farrar, Straus & Giroux, p. 99)

### Disabilità e vulnerabilità

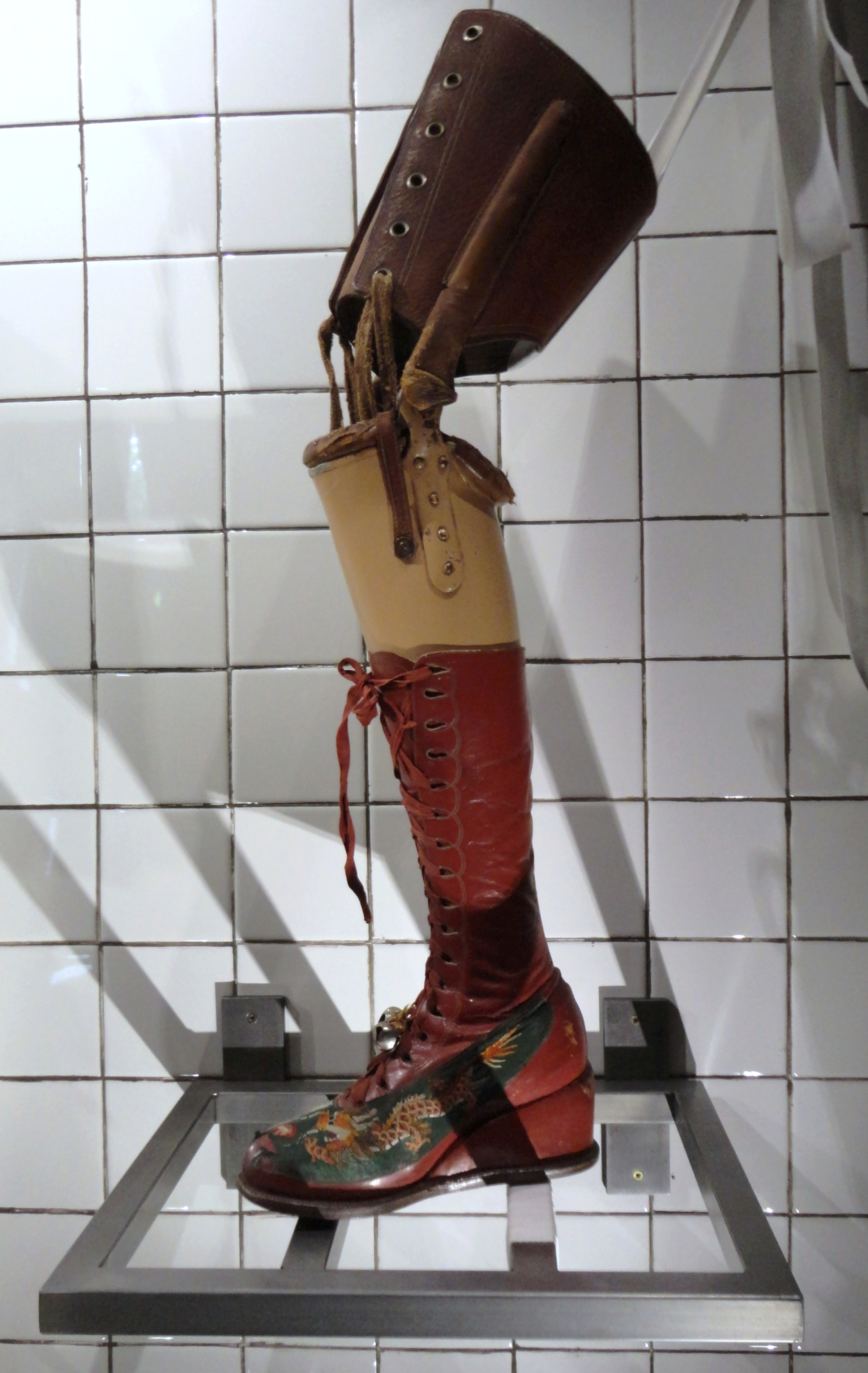
Protesi di una gamba appartenuta a Frida Kahlo.

Sara Hosey interpreta il furto della gamba artificiale di Hulga come un simbolo della sua vulnerabilità fisica e psicologica, che infrange l’illusoria percezione di autonomia. Per Campbell Reesman, la perdita degli occhiali da parte della protagonista alla fine della storia, funzionerebbe da metafora della sua conquistata visione interiore.
A differenza di altri studi che hanno messo in relazione il racconto con le limitazioni fisiche e la condizione di dipendenza vissute da O’Connor a causa della malattia, Timothy J. Basselin interpreta il finale grottesco del racconto come una critica più ampia a una società che fonda il valore dell’individuo esclusivamente sulla ragione, esaltando l'autosufficienza e l'autonomia. In questa prospettiva, la gamba artificiale diventa il simbolo della “parte di legno” dell'anima della protagonista che, privata dall'illusione di badare a sé stessa, sperimenta la propria vulnerabilità e il limite della sua autonomia illusoria, aprendosi alla possibilità della grazia.
Basselin sottolinea che, sebbene O’Connor utilizzi la disabilità come una metafora negativa, tale metafora si colloca in continuità con alcune prospettive degli studi sulla disabilità, che pongono l’accento sull’embodiment, cioè sul riconoscimento del corpo, anche se segnato da una menomazione, come parte integrante e insostituibile dell’esperienza umana. In questo senso, la perdita della gamba non è solo un atto di privazione, ma un momento in cui il corpo di Hulga, fragile e non conforme agli ideali di autonomia, diventa il luogo concreto in cui si può sviluppare accettazione di sé e apertura verso una comunità che non si fonda sull’indipendenza assoluta, ma sul mutuo riconoscimento della vulnerabilità.

### Dolore e grazia
Davis J. Leigh sostiene che nei racconti di O’Connor la sofferenza può assumere un valore trasformativo oppure rivelarsi sterile; comprenderne il senso richiede di distinguere i presupposti teologici della fede cristiana dell’autrice dalle dimensioni simboliche, ironiche e allusive della sua narrativa.
Secondo Leigh, per O'Connor la sofferenza diventa trasformativa quando si lega all’amore disinteressato, all’umiltà e alla solidarietà, riflettendo le motivazioni dell’incarnazione di Cristo. La violenza e la sofferenza, ricorrenti nei suoi racconti, sono presentate come manifestazioni della condizione umana in un mondo segnato dal secolarismo. L'autrice precisa in uno dei suoi scritti: "Il soggetto nella mia narrativa è l'azione della grazia in un territorio largamente dominato dal diavolo", nel quale imperversano peccato e dolore.
In Brava gente di campagna, la momentanea apertura di Hulga alla fiducia e alla compassione, quando accetta di togliersi la protesi, è accompagnata da un'inaspettata trasformazione interiore: la frase "Fu come se si fosse data a lui senza riserve, come se avesse perso e ritrovato, miracolosamente, in lui, la vita", evoca il passo evangelico «perdere la propria vita e ritrovarla». Subito dopo, il venditore rivela la propria frode e fugge con la gamba artificiale, rinfacciandole di avere abbandonato i principi nichilisti professati in precedenza.
Basselin interpreta questo episodio come il punto in cui la protagonista è costretta a confrontarsi con i propri limiti, riconoscendo la vulnerabilità come condizione necessaria per accedere alla grazia; al contrario, chi mantiene la convinzione di poter risolvere da sé ogni problema non sentirà il bisogno di un salvatore.

### Il "brutto" come scelta critica
Monica Carol Miller individua in Joy/Hulga un esempio dell' ugly plot: la protagonista adotta deliberatamente un aspetto trasandato e poco attraente e un comportamento glaciale e irritante per sfidare le aspettative tradizionali sul ruolo femminile (matrimonio e maternità), rifiutando di adeguarsi ai modelli convenzionali della “bella del Sud”.

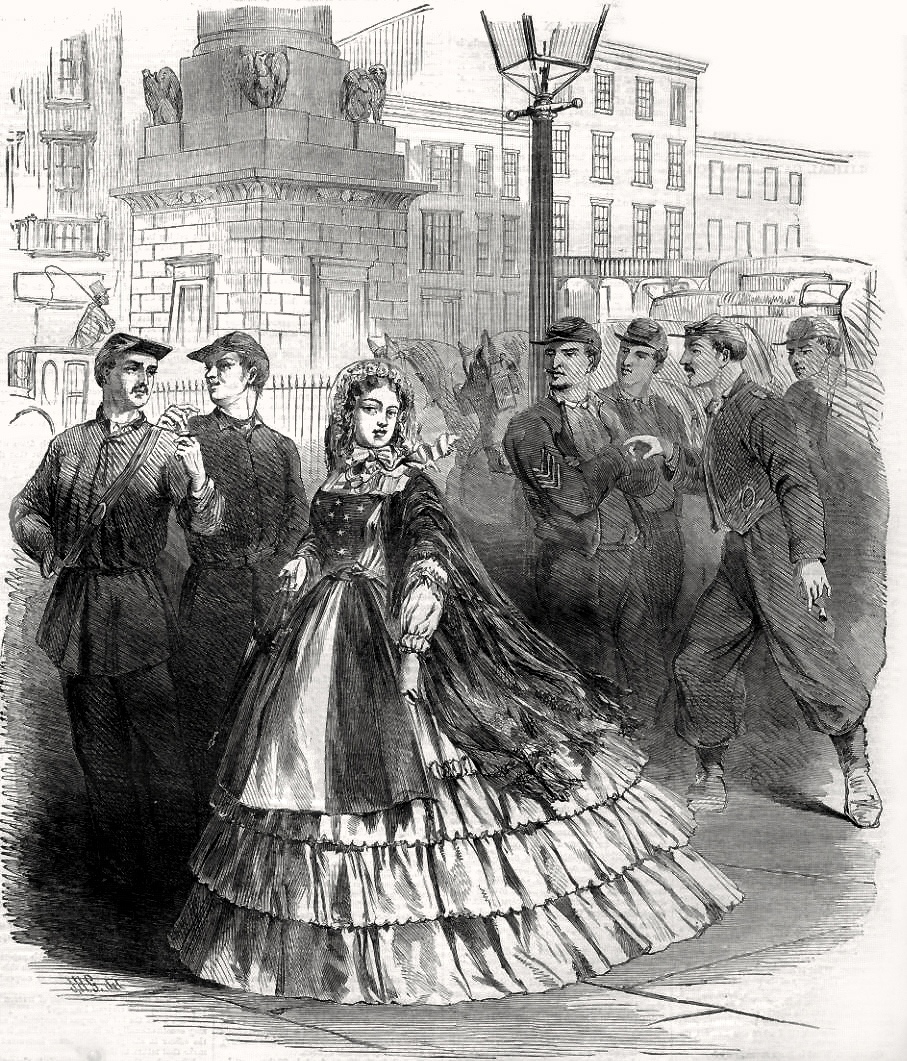
Ritratto di una tipica ragazza del Sud sulla copertina di Harper's Weekly del 1861

Miller, in linea con studi precedenti, rileva come l’idealizzazione della femminilità bianca nel Sud degli Stati Uniti rifletta profonde contraddizioni culturali e si intrecci con questioni di razza e sessualità, e come la centralità assegnata alle donne bianche funga da veicolo dell’ideologia della supremazia bianca.
La studiosa estende la nozione di “bruttezza” alla struttura stessa della trama, fondata sul conflitto madre-figlia, esemplificato dalla scelta, da parte di Joy, di un nuovo nome, vissuto come un atto di ribellione, e al legame tra aspetto fisico non conforme e intellettualismo, tradizionalmente associato nella letteratura alle figure di "colte professoresse yankee" provenienti dalle università del nord.
Infine, Miller sottolinea che la possibilità per Hulga di esercitare questa scelta estetica e comportamentale deriva da una posizione di privilegio sociale: proprietaria di immobili, ha potuto proseguire gli studi e sottrarsi al matrimonio, a differenza delle sorelle Glynese e Carramae Freeman, appartenenti a una classe sociale inferiore, per le quali l’unico orizzonte possibile resta il “mercato matrimoniale” e la maternità precoce.

## Ricezione
Good Country People è considerato uno dei racconti più antologizzati di O’Connor e viene frequentemente incluso nei corsi di letteratura americana contemporanea. La critica ne ha lodato la capacità di combinare satira e riflessione metafisica, mentre in ambito accademico è stato analizzato alla luce di prospettive come gli studi sulla disabilità, la teoria femminista e gli studi religiosi.
Nel 1956 una prima edizione economica della raccolta di racconti A Good Man Is Hard to Find è stata pubblicata nella collana tascabile Signet. Per attrarre un ampio pubblico, la copertina, ispirata al racconto Good Country People, presentava una scena di seduzione ambientata in un fienile, con forcone e valigia di liquori sullo sfondo: un uomo con cappello toccava il seno di una donna dai capelli scuri, in camicetta bianca e gonna rossa sopra il ginocchio. L’immagine, a sfondo erotico, conteneva diverse inesattezze rispetto alla trama, non mostrando la gamba di legno della protagonista né rispettando l'aspetto e l'abbigliamento descritti nel racconto. La New American Library stampò 173.750 copie del tascabile Signet da trentacinque centesimi; nel 1961 fu necessaria una seconda ristampa.

## Adattamenti cinematografici
Un primo adattamento cinematografico è stato realizzato nel 1960 dal regista Gary Graver, seguito nel 1975 da un'altra versione di 34 minuti del regista indipendente Jeffrey F. Jackson.
Nel 2023 è stato rappresentato nel film biografico Wildcat del regista Ethan Hawke, che intreccia drammi tratti da diversi racconti di O’Connor, tra cui Good Country People, con episodi della sua vita. Il film ha scelto un approccio narrativo ibrido fra biografia e performance delle storie.

## Edizioni italiane
- Flannery O'Connor, Brava gente di campagna, in La vita che salvi può essere la tua, traduzione di Ida Omboni, Torino, Einaudi, 1968. (traduzione del libro A Good Man is Hard to Find and Other Stories, Harcourt, Brace and Company, New York 1955)
- Flannery O'Connor, Brava gente di campagna, in Tutti i racconti, traduzione di Ida Tomboni, Milano, Bompiani, 1990. (traduzione del libro The Complete Stories, Farrar, Straus and Giroux, New York 1971)
- Flannery O'Connor, Brava gente di campagna, in Un brav’uomo è difficile da trovare, traduzione di Gaja Cenciarelli, postfazione di Joyce Carol Oates, Roma, Minimum fax, 2021, ISBN 9788833892795. (traduzione del libro A Good Man is Hard to Find and Other Stories, Harcourt, Brace and Company, New York 1955)